# Dragonfruit Moon
Dragonfruit Moonは、2004年6月30日に発売されたji ma maの、メジャー・ファーストアルバム。

## 収録曲
01: Prelude 

02: 黄昏 

03: Pappy  
      
04: 街 

05: Orfe 

06: ガーリック トースト（Album Mix) 

07: ヒヨリ（Album Version) 

08: CHORO DE ji ma ma 

09: Dragonfruit 

10: イエロな夏 

11: 月 

12: 川べり 

13: 空へ（記憶～Slow Version) 

| スタブアイコン | サブスタブ | この項目は、まだ閲覧者の調べものの参照としては役立たない、アルバムに関連した書きかけの項目です。この項目を加筆・訂正などしてくださる協力者を求めています（P:音楽/PJ:アルバム）。 |